# S-Bahn
S-Bahn – systemy kolei obsługujące aglomeracje miejskie szybkimi elektrycznymi zespołami trakcyjnymi w krajach niemieckojęzycznych.
Systemy tego typu charakteryzują się najczęściej pociągami kursującymi w regularnych, stałych odstępach czasu, po oddzielnych torach lub po liniach przeznaczonych do ruchu regionalnego i towarowego, często też w tunelach pod centrami miast, np. w Berlinie czy w Monachium.

## Niemcy
- Systemy S-Bahn w Niemczech

## Austria
- S-Bahn w Wiedniu
- S-Bahn Tirol (Innsbruck)
- S-Bahn w Salzburgu
- S-Bahn w Steiermark
- S-Bahn Kärnten
- S-Bahn Vorarlberg
- S-Bahn Oberösterreich

## Szwajcaria
- S-Bahn Argowia
- S-Bahn w Bernie
- S-Bahn w Lucernie
- S-Bahn w St. Gallen
- S-Bahn w Zurychu
- Stadtbahn Zug
- S-Bahn Basel